# 19.ª edición de los Premios Grammy
La 19.ª edición de los Premios Grammy se celebró el 19 de febrero de 1977 en el Hollywood Palladium de Los Ángeles, en reconocimiento a los logros discográficos alcanzados por los artistas musicales durante el año anterior. El evento fue presentado por Andy Williams y fue televisado en directo en Estados Unidos por CBS.

## Ganadores

### Generales
- Grabación del año
  - Tommy LiPuma (productor) & George Benson por "This Masquerade"
- Álbum del año
  - Stevie Wonder (productor e intérprete) por Songs in the Key of Life
- Canción del año
  - Bruce Johnston (compositor); Barry Manilow (intérprete) por "I Write the Songs"
- Mejor artista novel
  - Starland Vocal Band

### Clásica
- Mejor grabación clásica orquestal
  - Raymond Minshull (productor), Georg Solti (director) & Chicago Symphony Orchestra por Strauss: Así habló Zaratustra
- Mejor interpretación solista vocal clásica
  - Beverly Sills por Herbert: Music of Victor Herbert
- Mejor grabación de ópera
  - Michael Woolcock (productor), Lorin Maazel (director), Leona Mitchell, Willard White & Cleveland Orchestra por Gershwin: Porgy and Bess
- Mejor interpretación coral (que no sea ópera)
  - André Previn (director), Arthur Oldham (director de coro) & Sinfónica de Londres por Rachmaninoff: The Bells
- Mejor interpretación clásica - Solista o solistas instrumentales (con orquesta)
  - Max Wilcox (productor), Daniel Barenboim (director), Arthur Rubinstein & London Philharmonic Orchestra por Beethoven: The Five Piano Concertos
- Mejor interpretación clásica - Solista o solistas instrumentales (sin orquesta)
  - Vladimir Horowitz por Horowitz Concerts 1975/76
- Mejor interpretación de música de cámara
  - David Munrow (director) & Early Music Consort of London por The Art of Courtly Love
- Mejor álbum de música clásica
  - Max Wilcox (productor), Daniel Barenboim (director), Arthur Rubinstein & London Philharmonic Orchestra por Beethoven: The Five Piano Concertos

### Comedia
- Mejor grabación de comedia
  - Richard Pryor por Bicentennial Nigger

### Composición y arreglos
- Mejor composición instrumental
  - Chuck Mangione (compositor) por Bellavia
- Mejor banda sonora original de película o especial de televisión
  - Norman Whitfield (compositor); varios artistas (intérpretes) por Car Wash
- Mejor arreglo instrumental
  - Chick Corea (arreglista) por "Leprechaun's Dream"
- Mejor arreglo de acompañamiento para vocalista(s)
  - James William Guercio & Jimmie Haskell (arreglistas); Chicago (intérprete) por "If You Leave Me Now"
- Mejor arreglo vocal (dúo, grupo o coro)
  - Starland Vocal Band (arreglista) por "Afternoon Delight"

### Country
- Mejor interpretación vocal country, femenina
  - Emmylou Harris por Elite Hotel
- Mejor interpretación vocal country, masculina
  - Ronnie Milsap por "(I'm a) Stand By My Woman Man"
- Mejor interpretación country, duo o grupo
  - Amazing Rhythm Aces por "The End Is Not in Sight (The Cowboy Tune)"
- Mejor interpretación instrumental country
  - Chet Atkins & Les Paul por Chester and Lester
- Mejor canción country
  - Larry Gatlin (compositor) por "Broken Lady"

### Espectáculo musical
- Mejor álbum de espectáculo con reparto original
  - Luigi Creatore & Hugo Peretti (productores) & varios artistas por Bubbling Brown Sugar

### Folk
- Mejor grabación étnica o tradicional
  - John Hartford por Mark Twang

### Gospel
- Mejor interpretación gospel (que no sea gospel soul)
  - The Oak Ridge Boys por "Where the Soul Never Dies"
- Mejor interpretación gospel soul
  - Mahalia Jackson por How I Got Over
- Mejor interpretación inspiracional
  - Gary S. Paxton por The Astonishing, Outrageous, Amazing, Incredible, Unbelievable, Different World of Gary S. Paxton

### Hablado
- Mejor grabación hablada
  - Henry Fonda, Helen Hayes, James Earl Jones & Orson Welles por Great American Documents

### Infantil
- Mejor grabación para niños
  - Hermione Gingold (narrador), Karl Böhm (director) & Vienna Philharmonic por Prokofiev: Peter and the Wolf / Saint-Saëns: Carnival of the Animals

### Jazz
- Mejor interpretación jazz de solista
  - Count Basie por Basie and Zoot
- Mejor interpretación jazz de grupo
  - Chick Corea por The Leprechaun
- Mejor interpretación jazz de big band
  - Duke Ellington por The Ellington Suites
- Mejor interpretación jazz vocal
  - Ella Fitzgerald por Fitzgerald and Pass...Again

### Latina
- Mejor grabación latina
  - Eddie Palmieri por Unfinished Masterpiece